# Styxosaurus
Styxosaurus era um gênero de réptil marinho da ordem Plesiosauria, que podia chegar até 12 m, sendo das quais metade era só pescoço. Ele viveu no fim do cretáceo na América do Norte, há 75 milhões de anos, quando o continente era coberto por um vasto mar raso. Comia peixes, amonites (moluscos da época, atualmente extintos) e crustáceos. Provavelmente era lento, mas seu pescoço deveria permitir que ele espreitasse por baixo, até que atacasse. Deveria ser presa dos grandes répteis marinhos, como o Tilossauro e dos Tubarões da época. Como os outros répteis de sua família, possuía uma cabeça muito pequena.